# Dindadahalli, Davanagere
Dindadahalli là một làng thuộc tehsil Davanagere, huyện Davanagere, bang Karnataka, Ấn Độ.